# Nuoto ai Giochi della XXXII Olimpiade
Le competizioni di nuoto ai Giochi della XXXII Olimpiade si sono svolte dal 24 luglio al 1º agosto 2021, con l'evento conclusivo della maratona disputato il 4 ed il 5 agosto. Tutte le gare, ad eccezione delle due maratone che si sono svolte al parco marino di Odaiba, sono state disputate al Tokyo Aquatics Centre.

## Calendario finali
| Uomini | 400 m s.l. 400 misti     | 100 m rana 4x100 m s.l.   | 200 m s.l. 100 m dorso | 200 m farfalla 4x200 m s.l.        | 100 m s.l. 800 m s.l. 200 m rana | 200 m dorso 200 m misti | 100 m farfalla         | 50 m s.l. 1500 m s.l. 4x100 m misti | - | - | -              | Maratona 10 km | 18 |
| Donne  | 400 m misti 4x100 m s.l. | 400 m s.l. 100 m farfalla | 100 m dorso 100 m rana | 200 m s.l. 1500 m s.l. 200 m misti | 200 m farfalla 4x200 m s.l.      | 100 m s.l. 200 m rana   | 800 m s.l. 200 m dorso | 50 m s.l. 4x100 m misti             | - | - | Maratona 10 km | -              | 18 |
| Misto  | -                        | -                         | -                      | -                                  | -                                | -                       | 4x100 m misti          | -                                   | - | - | -              | -              | 1  |
| Totale | 4                        | 4                         | 4                      | 5                                  | 5                                | 4                       | 4                      | 5                                   | 0 | 0 | 1              | 1              | 37 |

## Podi

### Uomini
| Evento                          | Oro | Perform.  | Argento | Perform.  | Bronzo | Perform.  |
| Stile libero                    | |           | |           | |           |
| 50 m (dettagli)                 | Caeleb Dressel | 21"07     | Florent Manaudou | 21"55     | Bruno Fratus | 21"57     |
| 100 m (dettagli)                | Caeleb Dressel | 47"02     | Kyle Chalmers | 47"08     | Kliment Kolesnikov | 47"44     |
| 200 m (dettagli)                | Thomas Dean | 1'44"22   | Duncan Scott | 1'44"26   | Fernando Scheffer | 1'44"66   |
| 400 m (dettagli)                | Ahmed Hafnaoui | 3'43"36   | Jack McLoughlin | 3'43"52   | Kieran Smith | 3'43"94   |
| 800 m (dettagli)                | Robert Finke | 7'41"87   | Gregorio Paltrinieri | 7'42"11   | Mychajlo Romančuk | 7'42"33   |
| 1500 m (dettagli)               | Robert Finke | 14'39"65  | Mychajlo Romančuk | 14'40"66  | Florian Wellbrock | 14'40"91  |
| Dorso                           | |           | |           | |           |
| 100 m (dettagli)                | Evgenij Rylov | 51"98     | Kliment Kolesnikov | 52"00     | Ryan Murphy | 52"19     |
| 200 m (dettagli)                | Evgenij Rylov | 1'53"27   | Ryan Murphy | 1'54"15   | Luke Greenbank | 1'54"72   |
| Rana                            | |           | |           | |           |
| 100 m (dettagli)                | Adam Peaty | 57"37     | Arno Kamminga | 58"00     | Nicolò Martinenghi | 58"33     |
| 200 m (dettagli)                | Zac Stubblety-Cook | 2'06"38   | Arno Kamminga | 2'07"01   | Matti Mattsson | 2'07"13   |
| Farfalla                        | |           | |           | |           |
| 100 m (dettagli)                | Caeleb Dressel | 49"45     | Kristóf Milák | 49"68     | Noè Ponti | 50"74     |
| 200 m (dettagli)                | Kristóf Milák | 1'51"25   | Tomoru Honda | 1'53"73   | Federico Burdisso | 1'54"45   |
| Misti                           | |           | |           | |           |
| 200 m (dettagli)                | Wang Shun | 1'55"00   | Duncan Scott | 1'55"28   | Jérémy Desplanches | 1'56"17   |
| 400 m (dettagli)                | Chase Kalisz | 4'09"42   | Jay Litherland | 4'10"28   | Brendon Smith | 4'10"38   |
| Staffette                       | |           | |           | |           |
| 4x100 m stile libero (dettagli) | Stati Uniti Caeleb Dressel (47"26) Blake Pieroni (47"58) Bowen Becker (47"44) Zachary Apple (46"69) Brooks Curry*                                                   | 3'08"97   | Italia Alessandro Miressi (47"72) Thomas Ceccon (47"45) Lorenzo Zazzeri (47"31) Manuel Frigo (47"63) Santo Condorelli*                         | 3'10"11   | Australia Matthew Temple (48"07) Zac Incerti (47"55) Alexander Graham (48"16) Kyle Chalmers (46"44) Cameron McEvoy*                       | 3'10"22   |
| 4x200 m stile libero (dettagli) | Gran Bretagna Thomas Dean (1'45"72) James Guy (1'44"40) Matthew Richards (1'45"01) Duncan Scott (1'43"45) Calum Jarvis*                                             | 6'58"58   | ROC Martin Maljutin (1'45"69) Ivan Girev (1'45"63) Evgenij Rylov (1'45"26) Michail Dovgaljuk (1'45"23) Aleksandr Krasnych* Michail Vekoviščev* | 7'01"81   | Australia Alexander Graham (1'46"00) Kyle Chalmers (1'44"35) Zac Incerti (1'45"75) Thomas Neill (1'44"74) Mack Horton* Elijah Winnington* | 7'01"84   |
| 4x100 m misti (dettagli)        | Stati Uniti Ryan Murphy (52"31) Michael Andrew (58"49) Caeleb Dressel (49"03) Zachary Apple (46"95) Hunter Armstrong* Andrew Wilson* Thomas Shields* Blake Pieroni* | 3'26"78   | Gran Bretagna Luke Greenbank (53"63) Adam Peaty (56"53) James Guy (50"27) Duncan Scott (47"08) James Wilby*                                    | 3'27"51   | Italia Thomas Ceccon (52"52) Nicolò Martinenghi (58"11) Federico Burdisso (51"07) Alessandro Miressi (47"47)                              | 3'29"17   |
| Maratona                        | |           | |           | |           |
| 10 km (dettagli)                | Florian Wellbrock | 1h48'33"7 | Kristóf Rasovszky | 1h48'59"0 | Gregorio Paltrinieri | 1h49'01"1 |

Nota: * indica i nuotatori che hanno gareggiato solamente in batteria.

### Donne
| Evento                          | Oro | Perform.  | Argento | Perform.  | Bronzo | Perform.  |
| Stile libero                    | |           | |           | |           |
| 50 m (dettagli)                 | Emma McKeon | 23"81     | Sarah Sjöström | 24"07     | Pernille Blume | 24"21     |
| 100 m (dettagli)                | Emma McKeon | 51"96     | Siobhán Haughey | 52"27     | Cate Campbell | 52"52     |
| 200 m (dettagli)                | Ariarne Titmus | 1'53"50   | Siobhán Haughey | 1'53"92   | Penny Oleksiak | 1'54"70   |
| 400 m (dettagli)                | Ariarne Titmus | 3'56"69   | Katie Ledecky | 3'57"36   | Li Bingjie | 4'01"08   |
| 800 m (dettagli)                | Katie Ledecky | 8'12"57   | Ariarne Titmus | 8'13"83   | Simona Quadarella | 8'18"35   |
| 1500 m (dettagli)               | Katie Ledecky | 15'37"34  | Erica Sullivan | 15'41"41  | Sarah Köhler | 15'42"91  |
| Dorso                           | |           | |           | |           |
| 100 m (dettagli)                | Kaylee McKeown | 57"47     | Kylie Masse | 57"72     | Regan Smith | 58"05     |
| 200 m (dettagli)                | Kaylee McKeown | 2'04"68   | Kylie Masse | 2'05"42   | Emily Seebohm | 2'06"17   |
| Rana                            | |           | |           | |           |
| 100 m (dettagli)                | Lydia Jacoby | 1'04"95   | Tatjana Schoenmaker | 1'05"22   | Lilly King | 1'05"54   |
| 200 m (dettagli)                | Tatjana Schoenmaker | 2'18"95   | Lilly King | 2'19"92   | Annie Lazor | 2'20"84   |
| Farfalla                        | |           | |           | |           |
| 100 m (dettagli)                | Margaret MacNeil | 55"59     | Zhang Yufei | 55"64     | Emma McKeon | 55"72     |
| 200 m (dettagli)                | Zhang Yufei | 2'03"86   | Regan Smith | 2'05"30   | Hali Flickinger | 2'05"65   |
| Misti                           | |           | |           | |           |
| 200 m (dettagli)                | Yui Ōhashi | 2'08"52   | Alexandra Walsh | 2'08"65   | Kate Douglass | 2'09"04   |
| 400 m (dettagli)                | Yui Ōhashi | 4'32"08   | Emma Weyant | 4'32"76   | Hali Flickinger | 4'34"90   |
| Staffette                       | |           | |           | |           |
| 4x100 m stile libero (dettagli) | Australia Bronte Campbell (53"01) Meg Harris (53"09) Emma McKeon (51"35) Cate Campbell (52"24) Mollie O'Callaghan* Madison Wilson*                        | 3'29"69   | Canada Kayla Sanchez (53"42) Margaret MacNeil (53"47) Rebecca Smith (53"63) Penny Oleksiak (52"26) Taylor Ruck*                                        | 3'32"78   | Stati Uniti Erika Brown (54"02) Abbey Weitzeil (52"68) Natalie Hinds (53"15) Simone Manuel (52"96) Catie DeLoof* Allison Schmitt* Olivia Smoliga*                      | 3'32"81   |
| 4x200 m stile libero (dettagli) | Cina Yang Junxuan (1'54"37) Tang Muhan (1'55"00) Zhang Yufei (1'55"66) Li Bingjie (1'55"30) Dong Jie* Zhang Yifan*                                        | 7'40"33   | Stati Uniti Allison Schmitt (1'56"34) Paige Madden (1'55"25) Katie McLaughlin (1'55"38) Katie Ledecky (1'53"76) Bella Sims* Brooke Forde*              | 7'40"73   | Australia Ariarne Titmus (1'54"51) Emma McKeon (1'55"31) Madison Wilson (1'55"62) Leah Neale (1'55"85) Mollie O'Callaghan* Brianna Throssell* Tamsin Cook* Meg Harris* | 7'41"29   |
| 4x100 m misti (dettagli)        | Australia Kaylee McKeown (58"01) Chelsea Hodges (1'05"57) Emma McKeon (55"91) Cate Campbell (52"11) Emily Seebohm* Brianna Throssell* Mollie O'Callaghan* | 3'51"60   | Stati Uniti Regan Smith (58"05) Lydia Jacoby (1'05"03) Torri Huske (56"16) Abbey Weitzeil (52"49) Rhyan White* Lilly King* Claire Curzan* Erika Brown* | 3'51"73   | Canada Kylie Masse (57"90) Sydney Pickrem (1'07"17) Margaret MacNeil (55"27) Penny Oleksiak (52"26) Taylor Ruck* Kayla Sanchez*                                        | 3'52"60   |
| Maratona                        | |           | |           | |           |
| 10 km (dettagli)                | Ana Marcela Cunha | 1h59'30"8 | Sharon van Rouwendaal | 1h59'31"7 | Kareena Lee | 1h59'32"5 |

Nota: * indica i nuotatori che hanno gareggiato solamente in batteria.

### Misti
| Evento                   | Oro | Perform. | Argento                                                                          | Perform. | Bronzo | Perform. |
| Staffette                | |          |                                                                                  |          | |          |
| 4x100 m misti (dettagli) | Gran Bretagna Kathleen Dawson (58"50) Adam Peaty (56"70) James Guy (50"00) Anna Hopkin (52"00) Freya Anderson* | 3'37"58  | Cina Xu Jiayu (52"56) Yan Zibei (58"11) Zhang Yufei (55"48) Yang Junxuan (52"71) | 3'38"86  | Australia Kaylee McKeown (58"14) Zac Stubblety-Cook (58"82) Matthew Temple (50"26) Emma McKeon (51"76) Isaac Cooper* Brianna Throssell* | 3'38"95  |

## Medagliere
| Pos.   | Paese         | Oro | Argento | Bronzo | Totale |
| ------ | ------------- | --- | ------- | ------ | ------ |
| 1      | Stati Uniti   | 11  | 10      | 9      | 30     |
| 2      | Australia     | 9   | 3       | 9      | 21     |
| 3      | Gran Bretagna | 4   | 3       | 1      | 8      |
| 4      | Cina          | 3   | 2       | 1      | 6      |
| 5      | ROC           | 2   | 2       | 1      | 5      |
| 6      | Giappone      | 2   | 1       | 0      | 3      |
| 7      | Canada        | 1   | 3       | 2      | 6      |
| 8      | Ungheria      | 1   | 2       | 0      | 3      |
| 9      | Sudafrica     | 1   | 1       | 0      | 2      |
| 10     | Brasile       | 1   | 0       | 2      | 3      |
| 10     | Germania      | 1   | 0       | 2      | 3      |
| 12     | Tunisia       | 1   | 0       | 0      | 1      |
| 13     | Paesi Bassi   | 0   | 3       | 0      | 3      |
| 14     | Italia        | 0   | 2       | 5      | 7      |
| 15     | Hong Kong     | 0   | 2       | 0      | 2      |
| 16     | Ucraina       | 0   | 1       | 1      | 2      |
| 17     | Francia       | 0   | 1       | 0      | 1      |
| 17     | Svezia        | 0   | 1       | 0      | 1      |
| 19     | Svizzera      | 0   | 0       | 2      | 2      |
| 20     | Danimarca     | 0   | 0       | 1      | 1      |
| 20     | Finlandia     | 0   | 0       | 1      | 1      |
| Totale | Totale        | 37  | 37      | 37     | 111    |